# Feuerwerk (Lied)
Feuerwerk ist ein Lied von Martin Fliegenschmidt, David Jürgens, Wincent Weiss und Sascha Wernicke, das in der Interpretation des deutschen Popsängers Wincent Weiss bekannt wurde. Es wurde unter dem Label Vertigo Berlin am 13. Januar 2017 als zweite Single unter dem Label Vertigo Berlin aus seinem Debütalbum Irgendwas gegen die Stille veröffentlicht. Der Text wurde von Wincent Weiss, Sascha Wernicke, David Jürgens und Martin Fliegenschmidt geschrieben. Jürgens, der die Melodie verfasste, hat das Lied auch produziert. In dem Lied gibt es drei Strophen und drei Refrains (Strophe, Refrain, Strophe, Refrain, Strophe, Refrain).

## Veröffentlichungen
| Nr. | Titel     | Länge |
| --- | --------- | ----- |
| 1.  | Feuerwerk | 3:29  |

| Nr. | Titel                          | Länge |
| --- | ------------------------------ | ----- |
| 1.  | Feuerwerk (Max + Johann Remix) | 3:26  |
| 2.  | Feuerwerk (Vimalavong Remix)   | 3:05  |
| 3.  | Feuerwerk (Latches Remix)      | 3:28  |

## Mitwirkende
- Kai Blankenberg – Mastering
- Peter „Jem“ Seifert – Mixing
- Wincent Weiss – Gesang, Songwriter
- David Jürgens – Songwriter, Produzent
- Sascha Wernicke – Songwriter, Hintergrundgesang
- Martin Fliegenschmidt – Songwriter

## Erfolg
Anders als Musik sein konnte sich Feuerwerk nicht in den Charts von Österreich platzieren. Ebenso wurde das Lied in Deutschland und Schweiz auch kein Top-10 Hit. In Deutschland konnte sich der Song ein Rang höher als die vorherige Single platzieren. Das Musikvideo wurde auf Youtube bisher über acht Millionen Mal angeklickt.
| ChartsChartplatzierungen | Höchstplatzierung | Wochen |
| ------------------------ | ----------------- | ------ |
| Deutschland (GfK)        | 26 (25 Wo.)       | 25     |
| Schweiz (IFPI)           | 28 (18 Wo.)       | 18     |

## Auszeichnungen für Musikverkäufe
| Land/Region        | Auszeichnungen für Musikverkäufe (Land/Region, Auszeichnung, Verkäufe) | Verkäufe |
| ------------------ | ---------------------------------------------------------------------- | -------- |
| Deutschland (BVMI) | Platin                                                                 | 400.000  |
| Österreich (IFPI)  | Gold                                                                   | 15.000   |
| Insgesamt          | 1× Gold · 1× Platin ·                                                  | 415.000  |